# ميلانو-تورينو 2024
ميلانو-تورينو 2024 (بالإيطالية: Milano-Torino 2024)‏ هو سباق دراجات هوائية، وهو الموسم 105 من ميلانو-تورينو، وأقيم في 13 مارس 2024 ضمن سباقات سلسلة سباقات الاتحاد الدولي للدراجات للمحترفين 2024.
فاز بالمركز الأول البرتو بيتول، وفاز بالمركز الثاني Jan Christen ‏، وفاز بالمركز الثالث مارك هيرشي.

## الفرق
| فرق عالمية (9)- Arkéa-B&B Hotels - Astana Qazaqstan Team - Bora-Hansgrohe - Cofidis - EF Education-EasyPost - Intermarché-Wanty - Movistar Team - Team dsm-firmenich PostNL - UAE Team Emirates فرق برو (9)- بنجوال باوليز ساوكس دبليو بي ‏ - إيولو كوميت ‏ - سويس ريسينغ أكادمي 2024 ‏ - أونو-إكس موبيليتي ‏ - VF Group-Bardiani CSF-Faizané - TotalEnergies - Team Solution Tech–Vini Fantini ‏ - Israel-Premier Tech - Q36.5 Pro Cycling Team ‏ |  |
| |  |

## المشاركون
| Astana Qazaqstan Team AST | Astana Qazaqstan Team AST | Astana Qazaqstan Team AST |
| ------------------------- | ------------------------- | ------------------------- |
| م                         | عداء                      | مرتبة                     |
| 1                         | مارك كافنديش              | لم يكمل السباق            |
| 2                         | سيس بول                   | 19                        |
| 3                         | Michele Gazzoli ‏          | 49                        |
| 4                         | أليكسي لوتزينكو (طريق)    | 11                        |
| 5                         | Harold Martín López ‏      | 40                        |
| 6                         | مايكل موركوف              | 115                       |
| 7                         | Santiago Umba ‏            | 67                        |

| Arkéa-B&B Hotels ARK | Arkéa-B&B Hotels ARK | Arkéa-B&B Hotels ARK |
| -------------------- | -------------------- | -------------------- |
| م                    | عداء                 | مرتبة                |
| 11                   | ارنو ديمار           | 17                   |
| 12                   | Louis Barré ‏         | 51                   |
| 13                   | Donavan Grondin ‏     | 82                   |
| 14                   | Hubert Grygowski‏     | 91                   |
| 15                   | Mathis Le Berre ‏     | 53                   |
| 16                   | Łukasz Owsian ‏       | 110                  |
| 17                   | مايلز سكوتسون        | 109                  |

| بنجوال باوليز ساوكس دبليو بي ‏ BWB | بنجوال باوليز ساوكس دبليو بي ‏ BWB | بنجوال باوليز ساوكس دبليو بي ‏ BWB |
| --------------------------------- | --------------------------------- | --------------------------------- |
| م                                 | عداء                              | مرتبة                             |
| 21                                | Davide Persico ‏                   | 89                                |
| 22                                | فلوريس دي تير                     | 12                                |
| 23                                | Louka Matthys ‏                    | 36                                |
| 24                                | Johan Meens ‏                      | 29                                |
| 25                                | Lennert Teugels ‏                  | 30                                |
| 26                                | ماركو تيزا                        | 43                                |
| 27                                | Giacomo Villa ‏                    | 28                                |

| Bora-Hansgrohe BOH | Bora-Hansgrohe BOH | Bora-Hansgrohe BOH |
| ------------------ | ------------------ | ------------------ |
| م                  | عداء               | مرتبة              |
| 31                 | بوب جونهيلس        | 15                 |
| 32                 | Alexander Hajek ‏   | 46                 |
| 33                 | Emil Herzog ‏       | 7                  |
| 34                 | Florian Lipowitz ‏  | 14                 |
| 35                 | Luis-Joe Lührs ‏    | 70                 |
| 36                 | Anton Palzer ‏      | 45                 |
| 37                 | Frederik Wandahl ‏  | 10                 |

| Cofidis COF | Cofidis COF     | Cofidis COF |
| ----------- | --------------- | ----------- |
| م           | عداء            | مرتبة       |
| 41          | بريان كوكار     | 20          |
| 42          | توماس شامبيون   | 95          |
| 43          | روبين فرنانديز  | لم يبدأ     |
| 44          | سيمون جيشكي     | 50          |
| 45          | Stefano Oldani ‏ | 60          |
| 46          | بنجامين توماس   | 33          |
| 47          | Axel Zingle ‏    | 119         |

| Team Solution Tech–Vini Fantini ‏ COR | Team Solution Tech–Vini Fantini ‏ COR | Team Solution Tech–Vini Fantini ‏ COR |
| ------------------------------------ | ------------------------------------ | ------------------------------------ |
| م                                    | عداء                                 | مرتبة                                |
| 51                                   | كريستيان سباراغلي                    | 25                                   |
| 52                                   | Matteo Amella ‏                       | 87                                   |
| 53                                   | فاليريو كونتي                        | 64                                   |
| 54                                   | Alessandro Iacchi ‏                   | 114                                  |
| 55                                   | Marco Murgano ‏                       | 93                                   |
| 56                                   | Lorenzo Quartucci ‏                   | 59                                   |
| 57                                   | Samuele Zambelli ‏                    | 113                                  |

| EF Education-EasyPost EFE | EF Education-EasyPost EFE | EF Education-EasyPost EFE |
| ------------------------- | ------------------------- | ------------------------- |
| م                         | عداء                      | مرتبة                     |
| 61                        | أندريه أمادور             | 104                       |
| 62                        | Stefan de Bod ‏            | 38                        |
| 63                        | Lukas Nerurkar ‏           | 106                       |
| 64                        | ألبرتو بيتول              | 1                         |
| 65                        | Yuhi Todome ‏              | 62                        |
| 66                        | ماريجن فان دن بيرغ        | 79                        |
| 67                        | Jardi van der Lee ‏        | لم يبدأ                   |

| Intermarché-Wanty IWA | Intermarché-Wanty IWA | Intermarché-Wanty IWA |
| --------------------- | --------------------- | --------------------- |
| م                     | عداء                  | مرتبة                 |
| 71                    | آرنه ماريت ‏           | 56                    |
| 72                    | Kevin Colleoni ‏       | 85                    |
| 73                    | Simone Gualdi ‏        | 34                    |
| 74                    | Rune Herregodts ‏      | 90                    |
| 75                    | Tom Paquot ‏           | 92                    |
| 76                    | ديون سميث             | 105                   |
| 77                    | Gijs Van Hoecke ‏      | 99                    |

| Israel-Premier Tech IPT | Israel-Premier Tech IPT | Israel-Premier Tech IPT |
| ----------------------- | ----------------------- | ----------------------- |
| م                       | عداء                    | مرتبة                   |
| 81                      | Ethan Vernon ‏           | 63                      |
| 82                      | Pier-André Côté ‏ (طريق) | 23                      |
| 83                      | Moritz Kretschy ‏        | 100                     |
| 84                      | Nadav Raisberg ‏         | 39                      |
| 85                      | نيك شولتز               | 9                       |
| 86                      | Riley Sheehan ‏          | 48                      |
| 87                      | جيك ستيوارت             | 18                      |

| Movistar Team MOV | Movistar Team MOV | Movistar Team MOV |
| ----------------- | ----------------- | ----------------- |
| م                 | عداء              | مرتبة             |
| 91                | إيفان غارسيا      | 81                |
| 92                | Carlos Canal ‏     | 26                |
| 93                | دافيد سيمولاي     | 80                |
| 94                | Lorenzo Milesi ‏   | 86                |
| 95                | سيرجيو ساميتيير   | 44                |
| 96                | غونزالو سيرانو    | 24                |
| 97                | إينر روبيو        | 13                |

| Q36.5 Pro Cycling Team ‏ Q36 | Q36.5 Pro Cycling Team ‏ Q36 | Q36.5 Pro Cycling Team ‏ Q36 |
| --------------------------- | --------------------------- | --------------------------- |
| م                           | عداء                        | مرتبة                       |
| 101                         | ماتيو باديلاتي              | 42                          |
| 102                         | جيانلوكا برامبيلا           | 6                           |
| 103                         | Walter Calzoni ‏             | 58                          |
| 104                         | Marcel Camprubí ‏            | 108                         |
| 105                         | Alessandro Fancellu ‏        | 69                          |
| 106                         | Nicolò Parisini ‏            | 21                          |
| 107                         | Joey Rosskopf ‏              | 101                         |

| Team dsm-firmenich PostNL DFP | Team dsm-firmenich PostNL DFP | Team dsm-firmenich PostNL DFP |
| ----------------------------- | ----------------------------- | ----------------------------- |
| م                             | عداء                          | مرتبة                         |
| 111                           | Casper van Uden ‏              | 55                            |
| 112                           | الكسندر ادموندسون             | 118                           |
| 113                           | Milan Kadlec ‏                 | 111                           |
| 114                           | Enzo Leijnse ‏                 | 83                            |
| 115                           | باتريك بيفن                   | 102                           |
| 116                           | Benjamin Peatfield‏            | 107                           |
| 117                           | Kevin Vermaerke ‏              | 5                             |

| إيولو كوميت ‏ PTK | إيولو كوميت ‏ PTK     | إيولو كوميت ‏ PTK |
| ---------------- | -------------------- | ---------------- |
| م                | عداء                 | مرتبة            |
| 121              | Davide Bais ‏         | 27               |
| 122              | Mattia Bais ‏         | 65               |
| 123              | Germán Darío Gómez ‏  | 61               |
| 124              | Giovanni Lonardi ‏    | 66               |
| 125              | ميركو مايستري        | 74               |
| 126              | Andrea Pietrobon ‏    | 35               |
| 127              | Diego Pablo Sevilla ‏ | 77               |

| TotalEnergies TEN | TotalEnergies TEN  | TotalEnergies TEN |
| ----------------- | ------------------ | ----------------- |
| م                 | عداء               | مرتبة             |
| 131               | Valentin Ferron ‏   | 54                |
| 132               | Fabien Doubey ‏     | 37                |
| 133               | Fabien Grellier ‏   | 52                |
| 134               | Emilien Jeannière ‏ | 88                |
| 135               | جوليان سيمون       | 72                |
| 136               | Jason Tesson ‏      | 112               |
| 137               | Mattéo Vercher ‏    | 96                |

| سويس ريسينغ أكادمي ‏ TUD | سويس ريسينغ أكادمي ‏ TUD | سويس ريسينغ أكادمي ‏ TUD |
| ----------------------- | ----------------------- | ----------------------- |
| م                       | عداء                    | مرتبة                   |
| 141                     | Simon Pellaud ‏          | 103                     |
| 142                     | Aloïs Charrin ‏          | 116                     |
| 143                     | Robin Froidevaux ‏       | 22                      |
| 144                     | ألكسندر كامب            | لم يكمل السباق          |
| 145                     | ألكسندر كرايغر          | لم يبدأ                 |
| 146                     | Roland Thalmann ‏        | 73                      |
| 147                     | Fabian Weiss (cyclist) ‏ | 94                      |

| UAE Team Emirates UAD | UAE Team Emirates UAD              | UAE Team Emirates UAD |
| --------------------- | ---------------------------------- | --------------------- |
| م                     | عداء                               | مرتبة                 |
| 151                   | مارك هيرشي (طريق)                  | 3                     |
| 152                   | Sjoerd Bax ‏                        | 75                    |
| 153                   | Jan Christen ‏                      | 2                     |
| 154                   | Gal Glivar ‏                        | 71                    |
| 155                   | فيجارد ستيك لاينجن                 | 76                    |
| 156                   | Pablo Torres (cyclist, born 2005) ‏ | لم يكمل السباق        |
| 157                   | دييغو يليسي                        | 4                     |

| أونو-إكس موبيليتي ‏ UXM | أونو-إكس موبيليتي ‏ UXM   | أونو-إكس موبيليتي ‏ UXM |
| ---------------------- | ------------------------ | ---------------------- |
| م                      | عداء                     | مرتبة                  |
| 161                    | ألكسندر كريستوف          | 16                     |
| 162                    | جوناس إبراهمسين ‏         | 68                     |
| 163                    | Fredrik Dversnes ‏ (طريق) | 31                     |
| 164                    | Stian Fredheim ‏          | 57                     |
| 165                    | أودد كريستيان إيكينغ     | 47                     |
| 167                    | Søren Wærenskjold ‏       | 117                    |

| VF Group-Bardiani CSF-Faizanè VBF | VF Group-Bardiani CSF-Faizanè VBF | VF Group-Bardiani CSF-Faizanè VBF |
| --------------------------------- | --------------------------------- | --------------------------------- |
| م                                 | عداء                              | مرتبة                             |
| 171                               | Lorenzo Conforti ‏                 | 84                                |
| 172                               | Filippo Magli ‏                    | 32                                |
| 173                               | Martin Marcellusi ‏                | 8                                 |
| 174                               | Alessio Martinelli ‏               | 41                                |
| 175                               | Mattia Pinazzi ‏                   | 98                                |
| 176                               | Manuele Tarozzi ‏                  | 78                                |
| 177                               | Enrico Zanoncello ‏                | 97                                |

| Astana Qazaqstan Team AST | Astana Qazaqstan Team AST | Astana Qazaqstan Team AST |
| ------------------------- | ------------------------- | ------------------------- |
| م                         | عداء                      | مرتبة                     |
| 1                         | مارك كافنديش              | لم يكمل السباق            |
| 2                         | سيس بول                   | 19                        |
| 3                         | Michele Gazzoli ‏          | 49                        |
| 4                         | أليكسي لوتزينكو (طريق)    | 11                        |
| 5                         | Harold Martín López ‏      | 40                        |
| 6                         | مايكل موركوف              | 115                       |
| 7                         | Santiago Umba ‏            | 67                        |

| Arkéa-B&B Hotels ARK | Arkéa-B&B Hotels ARK | Arkéa-B&B Hotels ARK |
| -------------------- | -------------------- | -------------------- |
| م                    | عداء                 | مرتبة                |
| 11                   | ارنو ديمار           | 17                   |
| 12                   | Louis Barré ‏         | 51                   |
| 13                   | Donavan Grondin ‏     | 82                   |
| 14                   | Hubert Grygowski‏     | 91                   |
| 15                   | Mathis Le Berre ‏     | 53                   |
| 16                   | Łukasz Owsian ‏       | 110                  |
| 17                   | مايلز سكوتسون        | 109                  |

| بنجوال باوليز ساوكس دبليو بي ‏ BWB | بنجوال باوليز ساوكس دبليو بي ‏ BWB | بنجوال باوليز ساوكس دبليو بي ‏ BWB |
| --------------------------------- | --------------------------------- | --------------------------------- |
| م                                 | عداء                              | مرتبة                             |
| 21                                | Davide Persico ‏                   | 89                                |
| 22                                | فلوريس دي تير                     | 12                                |
| 23                                | Louka Matthys ‏                    | 36                                |
| 24                                | Johan Meens ‏                      | 29                                |
| 25                                | Lennert Teugels ‏                  | 30                                |
| 26                                | ماركو تيزا                        | 43                                |
| 27                                | Giacomo Villa ‏                    | 28                                |

| Bora-Hansgrohe BOH | Bora-Hansgrohe BOH | Bora-Hansgrohe BOH |
| ------------------ | ------------------ | ------------------ |
| م                  | عداء               | مرتبة              |
| 31                 | بوب جونهيلس        | 15                 |
| 32                 | Alexander Hajek ‏   | 46                 |
| 33                 | Emil Herzog ‏       | 7                  |
| 34                 | Florian Lipowitz ‏  | 14                 |
| 35                 | Luis-Joe Lührs ‏    | 70                 |
| 36                 | Anton Palzer ‏      | 45                 |
| 37                 | Frederik Wandahl ‏  | 10                 |

| Cofidis COF | Cofidis COF     | Cofidis COF |
| ----------- | --------------- | ----------- |
| م           | عداء            | مرتبة       |
| 41          | بريان كوكار     | 20          |
| 42          | توماس شامبيون   | 95          |
| 43          | روبين فرنانديز  | لم يبدأ     |
| 44          | سيمون جيشكي     | 50          |
| 45          | Stefano Oldani ‏ | 60          |
| 46          | بنجامين توماس   | 33          |
| 47          | Axel Zingle ‏    | 119         |

| Team Solution Tech–Vini Fantini ‏ COR | Team Solution Tech–Vini Fantini ‏ COR | Team Solution Tech–Vini Fantini ‏ COR |
| ------------------------------------ | ------------------------------------ | ------------------------------------ |
| م                                    | عداء                                 | مرتبة                                |
| 51                                   | كريستيان سباراغلي                    | 25                                   |
| 52                                   | Matteo Amella ‏                       | 87                                   |
| 53                                   | فاليريو كونتي                        | 64                                   |
| 54                                   | Alessandro Iacchi ‏                   | 114                                  |
| 55                                   | Marco Murgano ‏                       | 93                                   |
| 56                                   | Lorenzo Quartucci ‏                   | 59                                   |
| 57                                   | Samuele Zambelli ‏                    | 113                                  |

| EF Education-EasyPost EFE | EF Education-EasyPost EFE | EF Education-EasyPost EFE |
| ------------------------- | ------------------------- | ------------------------- |
| م                         | عداء                      | مرتبة                     |
| 61                        | أندريه أمادور             | 104                       |
| 62                        | Stefan de Bod ‏            | 38                        |
| 63                        | Lukas Nerurkar ‏           | 106                       |
| 64                        | ألبرتو بيتول              | 1                         |
| 65                        | Yuhi Todome ‏              | 62                        |
| 66                        | ماريجن فان دن بيرغ        | 79                        |
| 67                        | Jardi van der Lee ‏        | لم يبدأ                   |

| Intermarché-Wanty IWA | Intermarché-Wanty IWA | Intermarché-Wanty IWA |
| --------------------- | --------------------- | --------------------- |
| م                     | عداء                  | مرتبة                 |
| 71                    | آرنه ماريت ‏           | 56                    |
| 72                    | Kevin Colleoni ‏       | 85                    |
| 73                    | Simone Gualdi ‏        | 34                    |
| 74                    | Rune Herregodts ‏      | 90                    |
| 75                    | Tom Paquot ‏           | 92                    |
| 76                    | ديون سميث             | 105                   |
| 77                    | Gijs Van Hoecke ‏      | 99                    |

| Israel-Premier Tech IPT | Israel-Premier Tech IPT | Israel-Premier Tech IPT |
| ----------------------- | ----------------------- | ----------------------- |
| م                       | عداء                    | مرتبة                   |
| 81                      | Ethan Vernon ‏           | 63                      |
| 82                      | Pier-André Côté ‏ (طريق) | 23                      |
| 83                      | Moritz Kretschy ‏        | 100                     |
| 84                      | Nadav Raisberg ‏         | 39                      |
| 85                      | نيك شولتز               | 9                       |
| 86                      | Riley Sheehan ‏          | 48                      |
| 87                      | جيك ستيوارت             | 18                      |

| Movistar Team MOV | Movistar Team MOV | Movistar Team MOV |
| ----------------- | ----------------- | ----------------- |
| م                 | عداء              | مرتبة             |
| 91                | إيفان غارسيا      | 81                |
| 92                | Carlos Canal ‏     | 26                |
| 93                | دافيد سيمولاي     | 80                |
| 94                | Lorenzo Milesi ‏   | 86                |
| 95                | سيرجيو ساميتيير   | 44                |
| 96                | غونزالو سيرانو    | 24                |
| 97                | إينر روبيو        | 13                |

| Q36.5 Pro Cycling Team ‏ Q36 | Q36.5 Pro Cycling Team ‏ Q36 | Q36.5 Pro Cycling Team ‏ Q36 |
| --------------------------- | --------------------------- | --------------------------- |
| م                           | عداء                        | مرتبة                       |
| 101                         | ماتيو باديلاتي              | 42                          |
| 102                         | جيانلوكا برامبيلا           | 6                           |
| 103                         | Walter Calzoni ‏             | 58                          |
| 104                         | Marcel Camprubí ‏            | 108                         |
| 105                         | Alessandro Fancellu ‏        | 69                          |
| 106                         | Nicolò Parisini ‏            | 21                          |
| 107                         | Joey Rosskopf ‏              | 101                         |

| Team dsm-firmenich PostNL DFP | Team dsm-firmenich PostNL DFP | Team dsm-firmenich PostNL DFP |
| ----------------------------- | ----------------------------- | ----------------------------- |
| م                             | عداء                          | مرتبة                         |
| 111                           | Casper van Uden ‏              | 55                            |
| 112                           | الكسندر ادموندسون             | 118                           |
| 113                           | Milan Kadlec ‏                 | 111                           |
| 114                           | Enzo Leijnse ‏                 | 83                            |
| 115                           | باتريك بيفن                   | 102                           |
| 116                           | Benjamin Peatfield‏            | 107                           |
| 117                           | Kevin Vermaerke ‏              | 5                             |

| إيولو كوميت ‏ PTK | إيولو كوميت ‏ PTK     | إيولو كوميت ‏ PTK |
| ---------------- | -------------------- | ---------------- |
| م                | عداء                 | مرتبة            |
| 121              | Davide Bais ‏         | 27               |
| 122              | Mattia Bais ‏         | 65               |
| 123              | Germán Darío Gómez ‏  | 61               |
| 124              | Giovanni Lonardi ‏    | 66               |
| 125              | ميركو مايستري        | 74               |
| 126              | Andrea Pietrobon ‏    | 35               |
| 127              | Diego Pablo Sevilla ‏ | 77               |

| TotalEnergies TEN | TotalEnergies TEN  | TotalEnergies TEN |
| ----------------- | ------------------ | ----------------- |
| م                 | عداء               | مرتبة             |
| 131               | Valentin Ferron ‏   | 54                |
| 132               | Fabien Doubey ‏     | 37                |
| 133               | Fabien Grellier ‏   | 52                |
| 134               | Emilien Jeannière ‏ | 88                |
| 135               | جوليان سيمون       | 72                |
| 136               | Jason Tesson ‏      | 112               |
| 137               | Mattéo Vercher ‏    | 96                |

| سويس ريسينغ أكادمي ‏ TUD | سويس ريسينغ أكادمي ‏ TUD | سويس ريسينغ أكادمي ‏ TUD |
| ----------------------- | ----------------------- | ----------------------- |
| م                       | عداء                    | مرتبة                   |
| 141                     | Simon Pellaud ‏          | 103                     |
| 142                     | Aloïs Charrin ‏          | 116                     |
| 143                     | Robin Froidevaux ‏       | 22                      |
| 144                     | ألكسندر كامب            | لم يكمل السباق          |
| 145                     | ألكسندر كرايغر          | لم يبدأ                 |
| 146                     | Roland Thalmann ‏        | 73                      |
| 147                     | Fabian Weiss (cyclist) ‏ | 94                      |

| UAE Team Emirates UAD | UAE Team Emirates UAD              | UAE Team Emirates UAD |
| --------------------- | ---------------------------------- | --------------------- |
| م                     | عداء                               | مرتبة                 |
| 151                   | مارك هيرشي (طريق)                  | 3                     |
| 152                   | Sjoerd Bax ‏                        | 75                    |
| 153                   | Jan Christen ‏                      | 2                     |
| 154                   | Gal Glivar ‏                        | 71                    |
| 155                   | فيجارد ستيك لاينجن                 | 76                    |
| 156                   | Pablo Torres (cyclist, born 2005) ‏ | لم يكمل السباق        |
| 157                   | دييغو يليسي                        | 4                     |

| أونو-إكس موبيليتي ‏ UXM | أونو-إكس موبيليتي ‏ UXM   | أونو-إكس موبيليتي ‏ UXM |
| ---------------------- | ------------------------ | ---------------------- |
| م                      | عداء                     | مرتبة                  |
| 161                    | ألكسندر كريستوف          | 16                     |
| 162                    | جوناس إبراهمسين ‏         | 68                     |
| 163                    | Fredrik Dversnes ‏ (طريق) | 31                     |
| 164                    | Stian Fredheim ‏          | 57                     |
| 165                    | أودد كريستيان إيكينغ     | 47                     |
| 167                    | Søren Wærenskjold ‏       | 117                    |

| VF Group-Bardiani CSF-Faizanè VBF | VF Group-Bardiani CSF-Faizanè VBF | VF Group-Bardiani CSF-Faizanè VBF |
| --------------------------------- | --------------------------------- | --------------------------------- |
| م                                 | عداء                              | مرتبة                             |
| 171                               | Lorenzo Conforti ‏                 | 84                                |
| 172                               | Filippo Magli ‏                    | 32                                |
| 173                               | Martin Marcellusi ‏                | 8                                 |
| 174                               | Alessio Martinelli ‏               | 41                                |
| 175                               | Mattia Pinazzi ‏                   | 98                                |
| 176                               | Manuele Tarozzi ‏                  | 78                                |
| 177                               | Enrico Zanoncello ‏                | 97                                |

## التصنيف العام النهائي
| التصنيف العام         | التصنيف العام      | التصنيف العام                 | التصنيف العام | التصنيف العام |
| العداء                | العداء             | الفريق                        | الوقت         |               |
| --------------------- | ------------------ | ----------------------------- | ------------- | ------------- |
| 1                     | ألبرتو بيتول       | EF Education-EasyPost         | 3 س 54 د 13 ث |               |
| 2                     | Jan Christen ‏      | فريق الإمارات                 | + 7 ث         |               |
| 3                     | مارك هيرشي         | فريق الإمارات                 | + 9 ث         |               |
| 4                     | دييغو يليسي        | فريق الإمارات                 | + 9 ث         |               |
| 5                     | Kevin Vermaerke ‏   | Team dsm-firmenich PostNL     | + 9 ث         |               |
| 6                     | جيانلوكا برامبيلا  | Q36.5 Pro Cycling Team ‏       | + 9 ث         |               |
| 7                     | Emil Herzog ‏       | بورا هانسغروه                 | + 9 ث         |               |
| 8                     | Martin Marcellusi ‏ | VF Group-Bardiani CSF-Faizané | + 9 ث         |               |
| 9                     | نيك شولتز          | Israel-Premier Tech           | + 9 ث         |               |
| 10                    | Frederik Wandahl ‏  | بورا هانسغروه                 | + 9 ث         |               |
|                       |                    |                               |               |               |
| مصدر: ProCyclingStats |                    |                               |               |               |

## وصلات خارجية
- الموقع الرسمي
- لمحة عن سباق ميلانو-تورينو 2024 على موقع  ProCyclingStats   (برو  سايكلنج  ستاتس) - إحصاءات  محترفي  الدراجات.
- ميلانو-تورينو 2024 على موقع إحصائيات الدراجات الإحترافية (الإنجليزية)